# Soriano Calabro
Soriano Calabro község (comune) Olaszország Calabria régiójában, Vibo Valentia megyében.

## Fekvése
A megye központi részén fekszik. Határai: Gerocarne, Pizzoni, Sorianello és Stefanaconi.

## Története
Egyes vélemények szerint a települést a 6-8. század környékén alapították a szaracénok által elpusztított ókori Sorianum lakosai. Más vélemények szerint a története a 11-12. századra, a normann uralom idejére vezethető vissza. A következő századokban nemesi birtok volt. A 19. század elején vált önálló községgé, amikor a Nápolyi Királyságban felszámolták a feudalizmust.

## Népessége
A népesség számának alakulása

## Főbb látnivalói
- San Domenico-templom
- San Filippo-templom
- Madonna del Carmine-templom